# کارب دومبان
کارب ساموئلی دومبان (ارمنی: Կարպ Սավելիի Դոմբաև؛ زاده ۲۱ مارس ۱۹۱۰ - درگذشته ۲۸ مارس ۲۰۰۰) نوازنده ویولن و آموزگار موسیقی اهل ارمنستان بود.

## زندگی‌نامه
وی در ۲۱ مارس ۱۹۱۰ در ولگوگراد در به دنیا آمد و از کنسرواتوار سن پترزبورگ (۱۹۲۹) و کنسرواتوار دولتی چایکوفسکی مسکو (۱۹۳۷) فارغ‌التحصیل گشت. وی همچنین برنده جوایزی همچون نشان افتخار مسروپ ماشتوتس مقدس چهره هنری شایسته ارمنستان شوروی شد. وی در ۲۸ مارس ۲۰۰۰ در سن ۹۰ سالگی در ایروان درگذشت.